# Gesine Multhaupt
Gesine Multhaupt (* 19. Mai 1963 in Leer) ist eine deutsche Politikerin (SPD).

## Leben und Beruf
Nach der Mittleren Reife 1980 machte Gesine Multhaupt bis 1982 eine Ausbildung zur Arzthelferin. Auf dem Zweiten Bildungsweg erwarb sie 1985 das Abitur und begann anschließend ein Studium der Fächer Deutsch, Evangelische Religion und Sachunterricht für das Lehramt an Sonderschulen, das sie 1989 mit dem ersten Staatsexamen beendete. Nach Ableistung des Referendariats legte sie 1991 das zweite Staatsexamen ab und war seitdem als Lehrerin im Schuldienst des Landes Niedersachsen tätig.
Multhaupt gestaltete das 2002 neue Busliniennetz der Verkehr und Wasser GmbH zu Oldenburg wesentlich mit.

## Partei
Multhaupt ist seit 1986 Mitglied der SPD. Zunächst engagierte sie sich bei den Jusos und war von 1989 bis 1995 Vorsitzende des Juso-Unterbezirks Oldenburg-Stadt sowie von 1993 bis 1995 Mitglied im Juso-Bezirksvorstand Weser-Ems.
Seit 1989 gehört sie dem Vorstand des SPD-Unterbezirks Oldenburg-Stadt an und ist seit 1999 dessen stellvertretende Vorsitzende.

## Abgeordnete
Seit 1996 gehört Multhaupt dem Rat der Stadt Oldenburg an.
Von 2002 bis 2009 war sie Mitglied des Deutschen Bundestages.
Gesine Multhaupt ist 2002 und 2005 als direkt gewählte Abgeordnete des Wahlkreises Oldenburg – Ammerland in den Bundestag eingezogen. Bei der Bundestagswahl 2005 erreichte sie hier 44,7 % der Erststimmen.
Im Jahre 2009 verlor Multhaupt ihr Bundestags-Direktmandat. Wegen des schlechten Zweitstimmen-Ergebnisses der SPD bei der Bundestagswahl 2009 kam ihr Listenplatz (Platz 21) nicht zum Zuge.